# Блестящий гульман
Блестящий гульман (лат. Trachypithecus auratus) — вид приматов из семейства мартышковых. Шерсть чёрная или жёлто-коричневая, конечности и бока коричневатые. Является эндемиком острова Ява и нескольких близлежащих индонезийских островов.

## Описание
Как и другие кази, представители этого вида обладают длинным хвостом, составляющим до 98 см в длину, тогда как длина тела около 55 см. Вид имеет два подвида, разделённых географически. Как самцы, так и самки имеют чёрную шерсть, однако брюхо самок светло-серое или жёлтое. Детёныши обоих подвидов оранжевые. Особи подвида Trachypithecus auratus auratus иногда остаются с детской желтоватой расцветкой и во взрослом возрасте.

## Поведение
Обитают во внутренних и периферийных районах дождевых лесов Индонезии. Активны днём, проводят большую часть времени на деревьях. Рацион преимущественно растительный: едят листья, фрукты, цветы, почки. Иногда в рацион включаются личинки насекомых. Пищеварительная система приспособлена для переваривания грубой растительной пищи. Обладают увеличенными слюнными железами, помогающими переваривать пищу.
Образуют группы от пяти до десяти животных. В группе один или два взрослых самца. Самки участвуют в воспитании всех детёнышей группы, как своих, так и чужих, однако агрессивны к самкам из других групп. Нет выраженного брачного периода, размножаются круглый год. В помёте обычно один детёныш.

## Подвиды
- Trachypithecus auratus auratus
- Trachypithecus auratus mauritius

Некоторые приматологи считают T. a. mauritius отдельным видом Trachypithecus mauritius.